# Boston Astros
O Boston Astros foi um clube americano de futebol  com sede em Boston, Massachusetts, que era membro da American Soccer League.
A equipe jogou seus jogos em casa no Nickerson Field durante 1974 e 1975. No final da temporada de 1975, a equipe mudou-se para Worcester, Massachusetts . John Bertos era o proprietário, gerente geral e técnico do Boston Astros.